# 惡魔山梗菜
惡魔山梗菜（學名：Lobelia tupa），又稱圖巴（Tupa）、惡魔煙草（Tabaco del diablo），是一種半邊蓮屬 ( 山梗菜屬 ) 的植物，原產於智利中部，從瓦爾帕萊索南至湖大區的地區。
它是一種多年生常綠植物，可長到 4米高。葉子長約10-15厘米，為灰綠色橢圓形葉子。花是紅色、管狀、二唇形並且對稱的型式。它適合在乾燥的土壤中茁壯成長。
智利南部的馬普切印第安人將它視為一種眾神的植物，用其葉片產生精神活性的效果：恍忽、鎮定及致幻。
它的葉片含有哌啶生物鹹 - Lobeline：一種刺激呼吸興奮的化學物質；也是一種菸鹼型乙醯膽鹼受體激動劑。